# 71971 Lindaketcham
71971 Lindaketcham este un asteroid din centura principală de asteroizi.

## Descriere
71971 Lindaketcham este un asteroid din centura principală de asteroizi. A fost descoperit pe 25 noiembrie 2000 la Carbuncle Hill de D. P. Pray. Asteroidul prezintă o orbită caracterizată de o semiaxă mare de 2,42 ua, o excentricitate de 0,17 și o înclinație de 7,2° în raport cu ecliptica.